# Huys ter Horst
Het Huys ter Horst is een kasteelruïne ten noorden van Horst, gemeente Horst aan de Maas.
De eerste vermelding van een Florken van der Horst in het leenaktenboek van de Graven van Gelre is uit 1326 en hij is misschien de stichter van het kasteel. Dit ook gezien de resultaten van de opgravingen, die wijzen op omstreeks 1300 als de vroegste stichtingsdatum. De heerlijke rechten van het dorp Horst (in die tijd Berkele geheten) had hij niet, die behoorden toe aan de heren van Meerlo.
De heer Johan van Meerlo (ook geheten van Mirlaer) kocht omstreeks 1360 het kasteel en na zijn dood werd het gesplitst. De ene helft kwam in handen van de Hertog van Gelre en de andere helft in die van Johan van Broeckhuysen. Omstreeks 1400 ging de Hertog het kasteel als dienstwoning gebruiken voor zijn Ambtman in het ambt Kessel. In principe waren er dus twee heren, maar in de praktijk was het er vaak één aangezien de hertog zijn deel verpachtte aan de andere.
In 1514 kocht de hertog de andere helft van de Heren van Meerlo en kwam aan de tweeherigheid een eind. Aangezien de lucratieve functie van ambtman ook nog doorverkocht kon worden, waren na de Van Broeckhuysens en twee andere personen, Johan van Wittenhorst en zijn nazaten de bewoners van ter Horst. Johan baron van Wittenhorst, heer van Sonsveld, Drongelen en Oyen was getrouwd met Adriana van Beieren-Schagen. Willem Vincent van Wittenhorst, de zoon van Johan en Adriana liet het middeleeuwse kasteel in 1664 geheel verbouwen en moderniseren naar ontwerp van Christoffel Verhoff. Hij kocht ook de heerlijke rechten van de Koning van Spanje, tevens Hertog van Gelre. Het kasteel vererfde vervolgens naar de familie von Fürstenberg in 1738.
Onder de zonderlinge Frans Clemens von Fürstenberg verviel het kasteel en werd het onbewoonbaar. Hijzelf trok in bij een van zijn pachters en overleed daar in 1827. In 1842 werd de bouwval gesloopt, wat enige jaren duurde. Via zijn dochter was het restant vererfd naar graaf Otto von Westerholt, die dit verkreeg uit de erfdeling in 1860. Na de Tweede Wereldoorlog werd het als vijandelijk Duits vermogen onteigend en in 1950 aan Staatsbosbeheer overgedragen. Via ruiling kwam het in 1961 in handen van de gemeente Horst, die het restant van het kasteel in 2003 liet herstellen en toegankelijk maakte (met een uitzichttoren). Tussen 1969 en 1976 werden er bij de ruïne opgravingen verricht.
Aerwinkel · Kasteel Afferden · Aldt Huys · Aldenborgh · Kasteel Aldenghoor · Aldenhoven · Alte Burg · Kasteel Amstenrade · Slot Annendael · Kasteel Arcen · Baersdonck · Bakvliet · Baronsberg · Baxhof · Beegden ·  Benzenrade · Kasteel De Berckt · Kasteel Bethlehem · Beusdaelshof · Binsfeld · Huis Blankenberg · Kasteel Bleijenbeek · Blitterswijck · Boerlo · Bolberg · Bollenberg · Kasteel De Bongard · Borggraaf · Kasteel d'Erp · Kasteel Borggraaf · Kasteel Borgharen · Kasteel Born · Huis Bree · Breust · Kasteel Broekhuizen · Broekhuizen · Gracht Burggraaf · Kasteel De Burght · Kasteel Cartils · Cloppenburg (Oost-Maarland) · Kasteel Cortenbach · Huis De Dael · Dammerscheid · Kasteel De Bockenhof · De Donck (Sevenum) · De Donck (Swolgen) · De Dorth ·  Huis ten Dijcken · Kasteel Doenrade · De Doom · Douve · Douvenrade · De Dries · Kasteel Erenstein · Kasteel Eijsden · Eijsden · Einrade · Kasteel Elsloo · Ensenbroek · Eperhuis · Etzenraderhuuske · Exaten · Kasteel Eijckholt · Kasteel Eyckholt · Eys · Gastendonck · Kasteel Genbroek · Gebroken Slot · Kasteel Geijsteren · Kasteel Op Genhoes · Kasteel Genhoes · Genneperhuis · Kasteel Het Geudje · Kasteel Geulle · Kasteel Geusselt · Geijsteren · Gen Heck · Ghoor · Kasteel Goedenraad · Kasteel Grasbroek · Kasteel Groenendaal · Groethof · Groot Paarlo · Kasteel van Gronsveld · De Gun ·Kasteel Haeren · Kasteel Den Halder · Heerlaer · Heeze · Heijen · 's-Herenanstel · Kasteel Hillenraad · Kasteel Hoensbroek · Hoenshuis · Holstrate · Holtmühle · Huize Holtum · Kasteel Horn · De Horst · Huys ter Horst · Ten Hove (Grathem) · Ten Hove (Panningen) · Huis Brias · Huis Darth ·  Kasteel Hurpesch · Kasteel Sint-Jansgeleen · Kasteel Jerusalem · Kasteel Kaldenbroek · Den Kamp · Kasteel Karsveld · Kasteel Keverberg · Klein Paarlo · Klimmender Huuske · De Kolck · Koppelberg · Laar · Landsfort · Kasteel Lemiers · Kasteelruïne Lichtenberg · Kasteel Limbricht · Lonesteyn · Huize Lovendael · Mazenburg · Kasteel van Meerlo · Kasteel Meerssenhoven · Meezenbroek · Kasteel van Mheer · Middelaar · Kasteel Millen · Kasteel Montfort · Movert · Mulrode · De Munt · Château Neercanne · Kasteel Neubourg · Nienghoor · Huis Nierhoven · Kasteel Nieuwenbroeck · Nije Huys · Kasteel Nijenborgh · Kasteel Nijswiller · Nijthuysen · Kasteel Obbicht · Oedenrade · Kasteel Ooijen · Kasteel Oost (Valkenburg) · Kasteel Oost (Oost-Maarland) · Kasteel Ouborg · Overen · Kasteel Passarts-Nieuwenhagen · Prickenis · Prinsenhof · Puth · De Putting · Raath · De Raay · Ravenhof · Kasteel Reijmersbeek · Kasteel van Rijckholt · Kasteel Rivieren · Rodenbroek · Rosendaal · Kasteel Schaesberg · Kasteel Schaloen · Te Scharen · Schenkenburg · Kasteel Scheres · De Spijker (Geijsteren) · De Spijker (Leeuwen) · Huis Severen · Sibberhuuske · Château St. Gerlach · Spraland · Huis De Spyker · Huize Stalberg · Stalberg (Wellerlooi) · De Steeg · Kasteel Stein · Steinhagen · Steenen Huis · Stoel van Swentibold · Strijthagen (Landgraaf) · Strijthagen (Welten) · Struyver · Kasteel Terborgh · Terlinden (Wijnandsrade) · Terveurdt · Ter Weyer · Kasteel Ter Worm · De Tombe · Huis De Torentjes · Triest · Trippaert · Kasteel Vaalsbroek · Kasteel Vaeshartelt · Valkenburg · Vliek · De Vroenhof · Vrijburg · Kasteel Wambach · Warenberg · Well · Weyershof ·  Wijlre · Kasteel Wijnandsrade · Wijnandsrade · Wijnantshof · Wissegracht · Huize Witham · Kasteel Wittem · Wolfrath · Wylre